# Punta Serena
La punta Serena (en inglés: Calm Head) es un cabo al sudoeste de la isla Gran Malvina, en las islas Malvinas. Se localiza al noroeste de la caleta de la Leña, al sureste de la caleta Chacabuco y al noroeste de Puerto Esteban, siendo uno de los puntos más australes de la isla. La isla Pájaro también se halla cerca de aquí.